# Andrea Crosariol
Andrea Crosariol (ur. 11 listopada 1984 w Mediolanie) – włoski koszykarz, występujący na pozycji środkowego, obecnie zawodnik Pallacanestro Cantù.
W latach 2014-2015 zawodnik Anwilu Włocławek.

## Osiągnięcia
Drużynowe
- Mistrz Włoch (2006)

## Statystyki podczas występów w PLK
| Sezon     | Drużyna               | M  | S5 | MPG   | FG% | 3P% | FT% | RPG | APG | SPG | BPG | PPG  |
| --------- | --------------------- | -- | -- | ----- | --- | --- | --- | --- | --- | --- | --- | ---- |
| 2014/2015 | Anwil Włocławek (PLK) | 22 | 21 | 22:50 | 58% | 0%  | 53% | 5   | 0,9 | 0,6 | 1,3 | 10,5 |